# Per Jersild
Per Christian Jersild (ur. 14 marca 1935 w Katrineholm) – szwedzki lekarz i pisarz. Autor trzydziestu pięciu powieści, głównie o tematyce społecznej, felietonista Dagens Nyheter. Laureat szwedzkich nagród literackich, Doktorat honoris causa uniwersytetu w Uppsali.
Pisze na tematy społeczne, krytykując postęp cywilizacyjny i jego zdaniem negatywne zmiany w moralności człowieka. Zadebiutował w wieku 25 lat powieścią Räknelära. Jego najsłynniejsze książki, wydane także w języku polskim to Wyspa Dzieci (Barnens ö) - opowieść o chłopcu, który ucieka z kolonii letniej aby spędzić samotnie wakacje w Sztokholmie oraz Dom Babel (Babel Hus) - Umieranie starszego człowieka, Primusa Svenssona, w nowoczesnym i odhumanizowanym szpitalu na przedmieściach Sztokholmu. 